# California (El Salvador)
California es un distrito del municipio de Usulután Este en el departamento de Usulután, El Salvador. De acuerdo al censo oficial de 2007, tiene una población de 2.619 habitantes. 

## Historia
Los valles de Los Ranchos y Trapiche Cortado fueron unidos y separados de la jurisdicción del municipio de Tecapán para formar el pueblo y municipio de California por la Asamblea Nacional del Estado de El Salvador por medio del decreto legislativo del 24 de abril de 1897. El decreto es sancionado por el presidente Rafael Antonio Gutiérrez en el 26 de abril. En ese entonces El Salvador era un estado de la República Mayor de América Central. 
En el 6 de noviembre de 1900, el gobierno del presidente Tomás Regalado autorizó a la municipalidad de California para que levante una suscripción voluntaria para allegar fondos que se destinarán a la construcción de la iglesia parroquial.
Gracias a la ayuda prestada por el benefactor Ambrosio Canessa, fueron construidas la alcaldía municipal y la iglesia.

## Información general
El distrito cubre un área de 24,41 km² y la cabecera tiene una altitud de 730 m s. n. m. en náhuatl, "California" proviene de Tlāl: que significa "tierra" y de cān: que es un sufijo que indica "lugar de" o "en". y se traduce como "Tlālcān", que tiene por significado "Lugar de Tierra" o "Tierra". Las fiestas patronales se celebran en el mes de diciembre en honor del Niño Dios.